# Batzella inops
Batzella inops är en svampdjursart som först beskrevs av Topsent 1891.  Batzella inops ingår i släktet Batzella och familjen Chondropsidae. Inga underarter finns listade i Catalogue of Life.